# Веллінге (комуна)
Комуна Веллінге (швед. Vellinge kommun) — адміністративно-територіальна одиниця місцевого самоврядування, що розташована в лені Сконе у південній Швеції.
Веллінге 267-а за величиною території комуна Швеції. Адміністративний центр комуни — місто Веллінге.

## Населення
Населення становить 33 589 чоловік (станом на вересень 2012 року). 
| Кількість населення комуни Веллінге за 1810-2010 роки | Кількість населення комуни Веллінге за 1810-2010 роки | Кількість населення комуни Веллінге за 1810-2010 роки | Кількість населення комуни Веллінге за 1810-2010 роки | Кількість населення комуни Веллінге за 1810-2010 роки |
| ----------------------------------------------------- | ----------------------------------------------------- | ----------------------------------------------------- | ----------------------------------------------------- | ----------------------------------------------------- |
| Рік                                                   |                                                       |                                                       | Населення                                             |                                                       |
| 1810                                                  | 1810                                                  |                                                       | 5 001                                                 | 5 001                                                 |
| 1850                                                  | 1850                                                  |                                                       | 8 625                                                 | 8 625                                                 |
| 1900                                                  | 1900                                                  |                                                       | 8 442                                                 | 8 442                                                 |
| 1950                                                  | 1950                                                  |                                                       | 8 783                                                 | 8 783                                                 |
| 1970                                                  | 1970                                                  |                                                       | 13 112                                                | 13 112                                                |
| 1980                                                  | 1980                                                  |                                                       | 23 190                                                | 23 190                                                |
| 1990                                                  | 1990                                                  |                                                       | 27 876                                                | 27 876                                                |
| 2000                                                  | 2000                                                  |                                                       | 30 516                                                | 30 516                                                |
| 2010                                                  | 2010                                                  |                                                       | 33 303                                                | 33 303                                                |
| Джерело: SCB                                          |                                                       |                                                       |                                                       |                                                       |

## Населені пункти
Комуні підпорядковано 9 міських поселень (tätort) та низка сільських, більші з яких:
- Веллінге (Vellinge)
- Гелльвікен (Höllviken)
- Сканер із Фальстебру (Skanör med Falsterbo)
- Юнґгусен (Ljunghusen)
- Гечепінґе (Hököpinge)
- Ренґс-санд (Rängs sand)

## Міста побратими
Комуна підтримує побратимські контакти з такими муніципалітетами:
- Драгер, Данія
- Гріммен, Німеччина

## Галерея

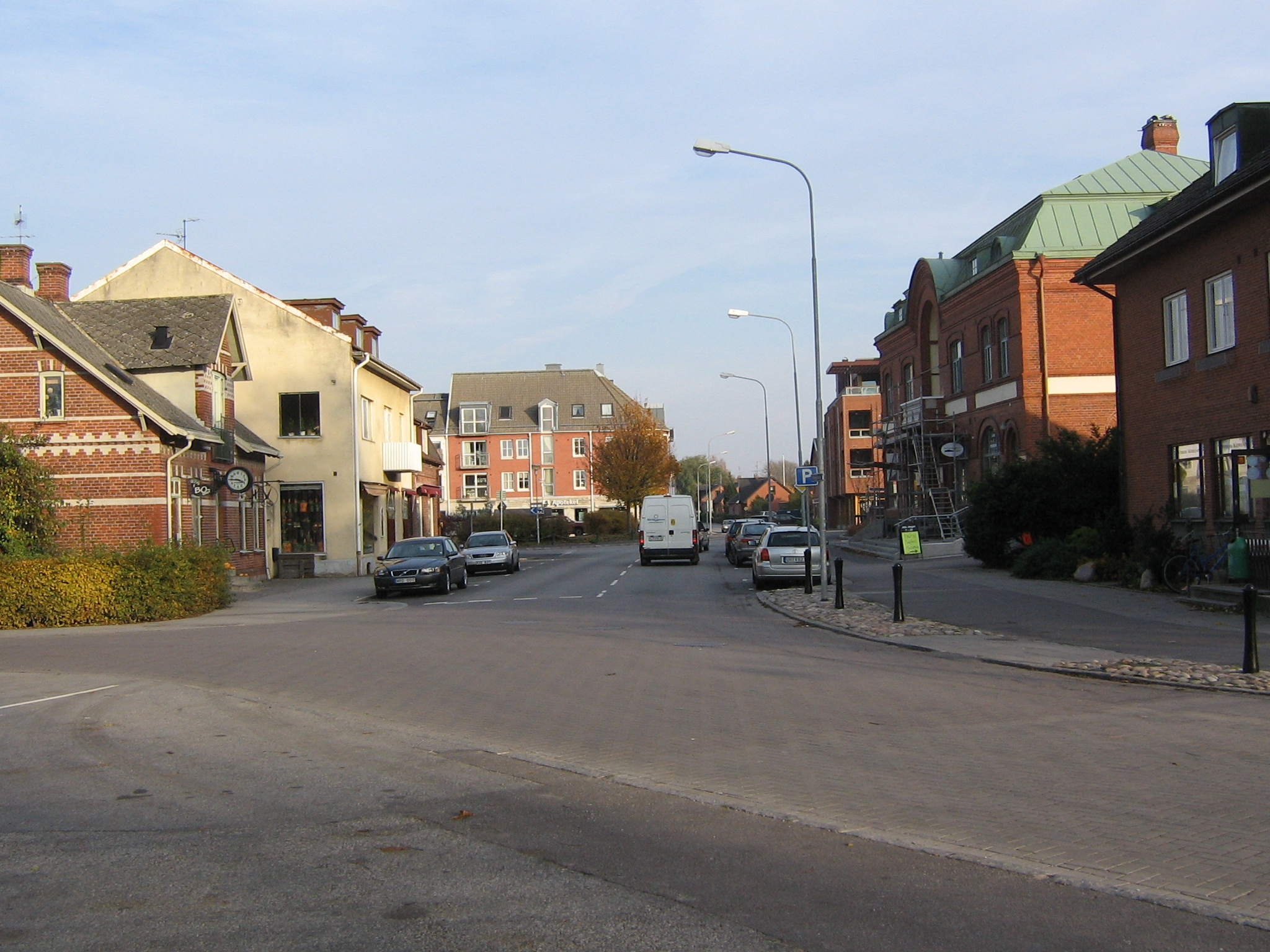
Веллінге
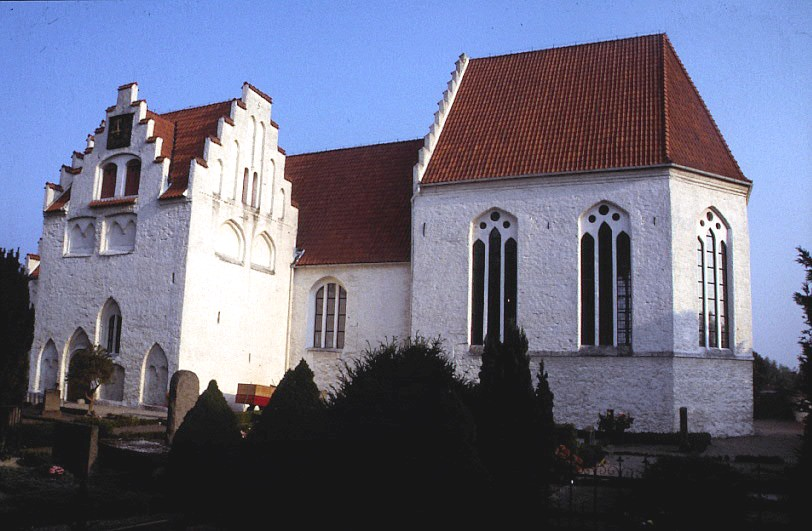
Церква (Сканерп)
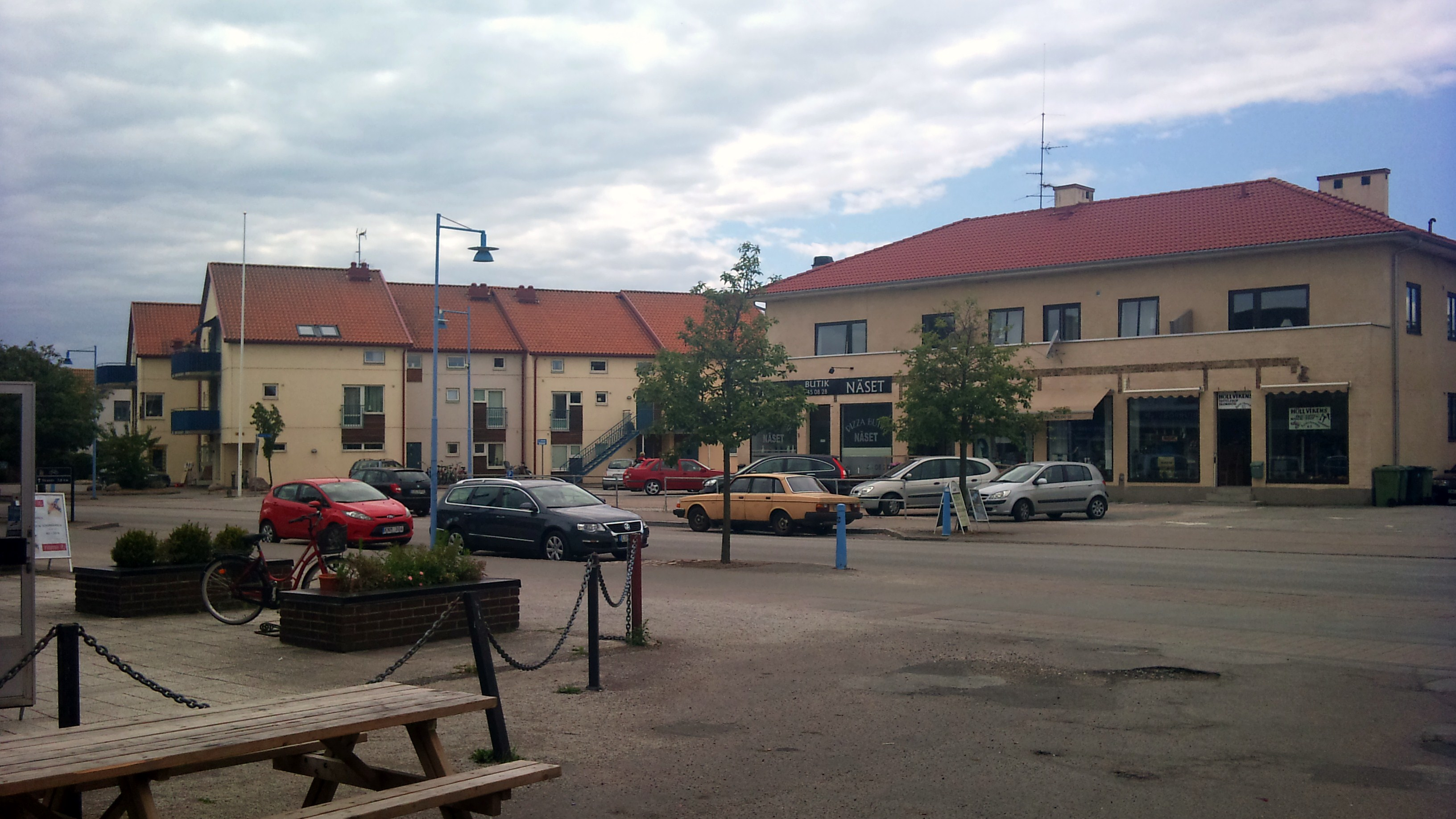
Місто Гелльвікен
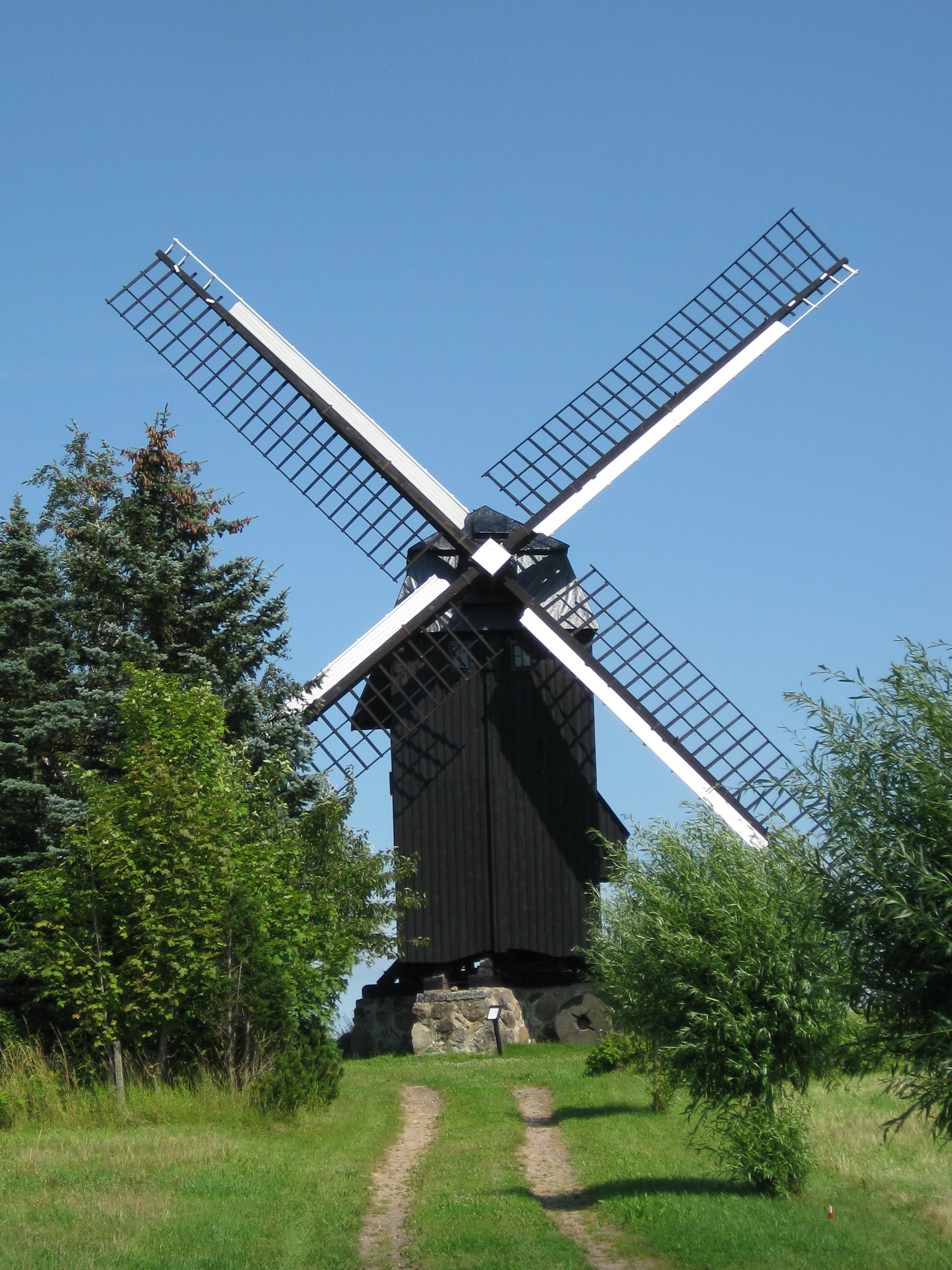
Вітряк (Бреддарп)

## Виноски
1. ↑  Folkmangd i riket, lan och kommuner (шв.) . Центральне бюро статистики Швеції. Архів оригіналу за 20 серпня 2013. Процитовано 20 лютого 2013.